# ʻOkina

»ʻŌlelo Hawaiʻi« (hawaiisch: hawaiische Sprache) in einfachen englischen Anführungszeichen, Die Glyphe der zwei ʻOkina ist hier deutlich von der des öffnenden Anführungszeichens unterschieden.

ʻOkina ist in der hawaiischen Sprache die Bezeichnung für den stimmlosen glottalen Plosiv. Er wird in der Schrift durch das Zeichen ʻ wiedergegeben, das selbst ebenfalls ʻOkina oder Pazifik-Hochkomma genannt wird. Es ist ein kopfstehendes Hochkomma (und ähnelt insoweit dem deutschen schließenden bzw. englischen öffnenden einfachen Anführungszeichen). Im Unterschied zu letzterem ragt es in Schriftarten, die ihm eine eigene Gestaltung zubilligen, nicht nach oben über die Versalhöhe hinaus.

## Das ʻOkina in polynesischen Sprachen
Das ʻOkina gibt es in vielen polynesischen Sprachen unter verschiedenen Bezeichnungen:
| Sprache       | Landessprachlicher Name        | Wörtliche Bedeutung | Bemerkungen                                                                           |
| ------------- | ------------------------------ | ------------------- | ------------------------------------------------------------------------------------- |
| Hawaiisch     | ʻokina                         | Trennung            | offiziell                                                                             |
| Samoanisch    | koma liliu                     | umgekehrtes Komma   | offiziell                                                                             |
| Tongaisch     | fakauʻa (ehrend für fakamonga) | Kehlbildner         | offiziell                                                                             |
| Tahitianisch  | ʻeta                           | ʻetaʻeta = härten   | kein offizieller oder traditioneller Status, es können ' oder ‘ oder ’ benutzt werden |
| Wallisianisch | fakamoga                       | Kehlbildner         | kein offizieller oder traditioneller Status, es können ' oder ‘ oder ’ benutzt werden |

### Das ʻOkina im Hawaiischen
Da die unterschiedliche Aussprache hawaiischer Wörter zu verschiedenen Bedeutungen führt, ist die Schreibung mit ʻOkina und Kahakō eine wesentliche Voraussetzung zur Verwendung hawaiischer Namen und Begriffe.
Die Verwendung des ʻOkina bei der Schreibung steht in engem Zusammenhang mit der Wiederbelebung des Hawaiischen seit dem Ende der 1950er Jahre. Auswirkungen hat diese Wiederbelebung auch über den Bundesstaat hinaus. So wurden im Hawaiian National Park Language Correction Act of 2000 durch den Senat der Vereinigten Staaten Nationalparks in Hawaiʻi umbenannt, wobei die Schreibung mit den (im Gesetzestext allerdings nicht benannten) Zeichen ʻOkina und Kahakō zum Gegenstand eines Bundesgesetzes wurde. Auch die für geographische Namen zuständige Bundesbehörde United States Board on Geographic Names änderte seit 1995 ihre langjährige Praxis und ging zur Verwendung der hawaiischen Schreibung im Geographic Names Information System über.

## Das ʻOkina in anderen Sprachen
Das Zeichen wird auch in der Schreibung der usbekischen Sprache verwendet, jedoch in anderer Funktion.

## Das ʻOkina in Himmelskörper-Bezeichnungen
Verschiedene in letzter Zeit benannte Himmelskörper haben Namen aus dem Hawaiischen erhalten, darunter solche, die ein ʻOkina enthalten. Beispiele sind:
- der Mond Hiʻiaka des Zwergplaneten (136108) Haumea (entdeckt 2005, benannt 2008),[7]
- der Asteroid (514107) Kaʻepaokaʻawela (entdeckt 2014, benannt 2019),[8]
- das erste als interstellar klassifizierte innerhalb des Sonnensystems beobachtete Objekt, 1I/ʻOumuamua (entdeckt und benannt 2017).

## Darstellung auf Computersystemen

### Alte Konventionen
In reinem ASCII wird der Glottisschlag manchmal mit dem Apostroph (') angegeben, der den ASCII-Wert 39 im Dezimalsystem und 27 im Hexadezimalsystem besitzt. In den meisten Schrifttypen wird dies als ein gerader Schreibmaschinen-Apostroph wiedergegeben, wie er auch in der Datenverarbeitung verwendet wird und als Unicode-Zeichen festgelegt ist. In einigen älteren Schrifttypen allerdings, besonders in den auf Unix-Derivaten und verwandten Systemen und MS-DOS basierenden, wird das rechte einfache Anführungszeichen (englische Typographie) ausgegeben, das nicht als ʻOkina verwendet werden soll. Es ist nur eine vermeintlich bessere, eigentlich aber inkorrekte Methode, für reinen ASCII-Text U+0060 Gravis (`) zu verwenden (inkorrekt bezeichnet als “back-quote character”), der in einigen älteren Fonts ein dem linken einfachen Anführungszeichen (englische Typographie) ähnliches Zeichen ergibt. In den meisten neueren Schrifttypen ist es betont nach links geneigt und wirkt daher ungeeignet. Es führt bei alphabetischen Sortierungen von Wortlisten außerdem dazu, dass „`“ meist nach „z“ eingeordnet wird, anstatt das ʻOkina zu ignorieren, wie dies in fast allen polynesischen Sprachen angebracht wäre. Es ist aber noch nützlich als Ausweichlösung, wenn Wörter in eine Datenbank mit begrenztem Zeichenvorrat eingegeben werden sollen, damit man so das Zeichen vom Apostroph unterscheidbar halten kann.

### Aktueller Standard und Übergangsprobleme
Der offizielle Unicode-Wert für den Glottisschlag ist das Unicode-Zeichen U+02BB modifier letter turned comma (ʻ) im Unicode-Block Spacing Modifier Letters, das in HTML durch die Kodierung &#699; (oder hexadezimal als &#x02BB;) angezeigt wird.
Allerdings verhinderte die fehlende Unterstützung dieses Zeichens in älteren Fonts sowie die große Menge alter Daten in Verbindung mit Kosten und Zeitaufwand für Konvertierung die zügige Einführung und den umfassenden Gebrauch des Schriftzeichens. Mittlerweile verursacht das Zeichen allerdings keine Probleme mehr.

### Tastatureingabe
Auf Tastaturen mit der Belegung E1 gemäß der deutschen Norm DIN 2137 wird das ʻOkina (d. h. das Unicode-Zeichen U+02BB) mit der Tastenfolge  – , (Komma) eingegeben (mit der Tastaturbelegung T2 gemäß der älteren Fassung DIN 2137:2012-06 mit der Tastenkombination Alt Gr + ,). Diese Möglichkeit resultiert aus der Designanforderung für die genannten DIN-Tastaturbelegungen, dass alle Zeichen für alle lateinschriftlichen primären Amtssprachen eingebbar sein müssen, und dass das Tongaische (im Gegensatz zum Hawaiischen eine primäre Amtssprache eines Staates) das gleiche Zeichen als fakauʻa verwendet.